# Романов, Александр Андреевич
Александр Андреевич Романов (род. 26 апреля 1993 года, Москва) — российский регбист, Мастер спорта России.

## Биография

### Клубная карьера
Изначально Романов занимался футболом, играя за команду «Торпедо-ЗИЛ», однако не смог там себя реализовать, и родители нашли регбийный клуб «Слава». В 2011 году состоялся его дебют в этом клубе. Первый тренер — Владимир Григорьевич Агапов.
В команду «ВВА-Подмосковье» пришёл в 2016 году. Вместе с командой в 2018 году Александр стал серебряным призёром Чемпионата России по регби-7 (2018) и бронзовым призёром Чемпионата России по регби (2018). С 2020 года игрок регби клуба ЦСКА.

### Карьера в сборной
Играл за сборные России до 17, до 18, до 19 и до 20 лет. Участник розыгрыша Трофея чемпионата мира U-20. Вице-чемпион Европы среди юниоров.

## Достижения
- Бронзовый призёр Чемпионата России по регби — 1 раз (2018)
- Серебряный призёр Чемпионата России по регби-7 — 1 раз (2018)